# Карел Дюжарден
Карел Дюжардèн (на нидерландски: Karel Dujardin) е нидерландски бароков художник, известен със своите пейзажи и сцени от селския живот в Италия.

## Биография
Дюжарден е роден в Амстердам през 1640 година и съвсем млад заминава за Италия. Той става известен сред артистичните среди в Рим като Barba di Becco. На път към Амстердам натрупва големи дългове в Лион и за да ги изплати, се жени за възрастната си хазяйка, с която заминава за Холандия. Там картините му са високо оценени, но скоро той тайно напуска дома си и се връща в Италия. В Рим той е посрещнат с радост от своите приятели и почитатели.
Карел Дюжарден умира през 1678 година във Венеция.

## Галерия
- „Представление на комедия дел арте“, 1657 година
- „Почивка в италианска странноприемница“
- „Агар и Исмаил в пустинята“, ок. 1662 година